# Зависть (телефильм)
«Зависть» — советский телевизионный спектакль по одноимённому роману Юрия Олеши с участием актёров Ленинградского БДТ им. М.Горького.

## Сюжет
Однажды после скандала в пивной Николай Кавалеров засыпает на ночной улице. Его подбирает и усаживает в свой автомобиль Андрей Бабичев — директор треста пищевой промышленности. Бабичев привозит молодого человека к себе домой, поселяет в одной из комнат и предлагает несложную работу, связанную с корректурой документов и выборкой материалов. При этом хозяин квартиры предупреждает, что диван, предоставленный Кавалерову, принадлежит его приёмному сыну Володе Макарову — известному футболисту и «совершенно новому человеку». Когда Володя вернётся из Мурома, жильё придется освободить.

## В ролях
- Иван Краско — Николай Кавалеров — главная роль
- Павел Луспекаев — Андрей Петрович Бабичев — главная роль
- Николай Трофимов — Иван Бабичев — главная роль
- Геннадий Судаков — Володя Макаров
- Тамара Коновалова — Валя
- Анна Лисянская — Анечка Прокопович
- Игнат Лейрер — Прокудин
- Давид Волосов — Соломон, работник пищевого треста
- Владимир Козейкин — эпизод
- С. Самарина — эпизод
- Иван Пальму — Фоминский
- Виктор Чайников — Терещенко, работник пищевого треста
- Анатолий Пустохин — пилот-конструктор
- Кира Крейлис-Петрова — дворник, — в титрах К. Петрова
- Дмитрий Прощалыгин — работник пищевого треста (нет в титрах)
- Изиль Заблудовский — футбольный болельщик (нет в титрах)
- Евгений Горюнов — футбольный болельщик (нет в титрах)
- Николай Гаврилов — футбольный болельщик (нет в титрах)

## Съёмочная группа
- Автор сценария и режиссёр-постановщик: Мар Сулимов
- Оператор-постановщик: Владимир Дединкин
- Композитор: Яков Вайсбурд
- Художник: Станислав Думский

## Дополнительные факты
- Один из немногих спектаклей с Павлом Луспекаевым в главной роли.